# Франческо ди Ваннуччо
Франческо ди Ваннуччо (итал. Francesco di Vannuccio; работал в 1356—1389 годах в Сиене) — итальянский художник, сиенская школа.
Имя Франческо ди Ваннуччо было обнаружено на хоругви с изображением «Распятия с предстоящими» из Берлинской художественной галереи. Надпись гласила FRANCISCVS DE VANNVCIO DE SENIS PINSIT HOC HOPVS MCCCLXXX (Франсискус Ваннучио из Сиены написал это произведение в 1380 году). Для того, чтобы идентифицировать имя автора с реальной исторической личностью были предприняты поиски в сиенских архивах, которые дали противоречивые результаты. Имя Франческо появляется неоднократно в архивных записях с 1356 по 1389 год, однако в документах этого периода была обнаружена целая группа художников с похожими именами: Франчо ди Ваннуччо (в списке сиенских художников появляется в 1356 и 1389 годах), Франческо ди Ванни по прозвищу «Кьянчанец», Франческо ди Ванни, фигурирующий в списке Breve dell’Arte в 1356 году, а также Франческо ди Ваннуччо Мартини, чьё имя в списке сиенских художников значится в 1389 году. В конце концов, большинством критиков была принята точка зрения, что Франчо ди Ваннуччо, появляющийся в списке сиенских художников в 1356 и 1389 году — и есть автор берлинской хоругви.
Этот же художник, согласно документам, работал вместе с Кристофоро ди Биндоччо над созданием ряда картин в Монтальчино под Сиеной в 1361 году. К этому же Франческо относятся несколько документов, сообщающих о том, что он исполнял множество мелких заказов для сиенской коммуны и госпиталя Санта-Мария делла Скала, например, расписывал вымпелы для труб правительственных горнистов или большой флаг, который вывешивали на колокольне Сиенского собора. В 1388 году ему была выплачена некая сумма за исполнение алтаря для Братства Св. Антония-аббата в Сиене (предполагают, что сохранились две панели от этого алтаря — «Мадонна с младенцем» в церкви Сан Джованнино алла Стаффа (Сиена) и фрагмент картины «Св. Антоний-аббат» из частной коллекции Поркай в Мюнхене). Поскольку имя Франчо в 1391 году отсутствует в списке налогоплательщиков в районе, известном как Пополо дель Пеллегрино, где он был зарегистрирован с 1384 года, то исследователи заключили, что он скончался приблизительно за год до этой даты. Рождение же его относят примерно к 1330-35 годам.
В связи с тем, что существует всего одна датированная и подписанная работа Франческо, реконструкция его творчества представляет собой серьёзную проблему. Отталкиваясь от берлинской хоругви, Чезаре Бранди (1931, 1933) и Ричард Оффнер (1932) приписали художнику целый ряд небольших работ — диптихов и триптихов, исполненных для богатых частных заказчиков, высказав предположение, что мастер работал для узкого круга состоятельных клиентов. Эти небольшие домашние алтари составляют основной корпус работ Франческо, которые ныне числятся в его каталоге. Использование золотых фонов, богатый цвет и щедро декорированная поверхность этих произведений ставит их в русло традиции, идущей от Симоне Мартини и его школы первой половины XIV века. Эта манера, появившаяся в 1320-х годах, имела большой успех, как в Сиене, так и за её пределами. Франческо ди Ваннуччо не предпринял никаких решительных шагов, чтобы внести в этот стиль какие-либо серьёзные изменения.
С другой стороны, Миклош Босковиц (1988) доказывает, что автором берлинской хоругви является Франческо ди Ваннуччо Мартини, имя которого появляется в 1387 году среди сотрудников Бартоло ди Фреди, а в 1389 году в списке сиенских художников. Босковиц отмечает в его творчестве влияние братьев Лоренцетти, Бартоло ди Фреди и Паоло ди Джованни Феи.

## Основные произведения
- Небольшой триптих «Мадонна с младенцем и святыми» — (64x63cm.) 1360-70гг, Сиена, Пинакотека (№ 183). Его считают наиболее ранним произведением Франческо.
- «Мадонна с младенцем на троне, св. Пётр и Иоанн Креститель», ок. 1370, (54.3 x 24.7 см.), Коллекция Уоллес, Лондон
- Бандинелла (хоругвь) «Распятие с предстоящими» (на оборотной стороне «Мадонна с младенцем, святыми и донатором») — 1380 г. (24x18 см, с рамой 39х22,5см)) Берлин, Художественная галерея
- «Алтарь-реликварий» с изображением Мадонны с младенцем. (54х37,5 см), ок. 1380 г., Собрание Банка Монте деи Паски, Сиена
- Диптих «Благовещение с донаторами и Вознесение Марии», ок. 1380, Кембридж, Джёртон колледж
- «Распятие с предстоящими святыми (Богоматерь, Иоанн Креститель, Св. Франциск Ассизский, и Св. Вит (?)», 1380-85гг, (53х23см), Париж, Лувр (атрибутировано Федерико Дзери);
- «Распятие с предстоящими», 1387-88гг, (42,7х30,5 см), Филадельфия, Музей искусства (вероятно, правая половина диптиха, левая часть которого — «Мадонна с младенцем и святыми Лаврентием и Андреем» из музея Гааги)
- «Мадонна с младенцем и святыми Лаврентием и Андреем» (35х23,5см), ок. 1387-88, Гаага, Государственный музей Меерманно-Вестреенианум (№ 806)
- «Мадонна Смирение» — Коллекция Дрей, Монако
- «Св. Екатерина Александрийская» — Коллекция Фрик, Нью-Йорк

Франческо ди Ваннуччо также приписывают несколько произведений крупного формата:
- «Расписной крест» ок. 1370 г., (191,8x163cm), Музей Университета Боба Джонса, Гринвиль, Ю.Каролина
- «Мадонна с младенцем» — центральная часть полиптиха; базилика Сан-Доменико, Сиена
- «Мадонна с младенцем» — центральная часть полиптиха; храм Сан Джованнино алла Стаффа в Сиене
- «Св. Антоний-аббат» — фрагмент панели полиптиха; коллекция Поркай, Мюнхен.